# بخش تنکاسی
بخش تنکاسی (به انگلیسی: Tenkasi district) یک منطقهٔ مسکونی در هند است که در تامیل‌نادو واقع شده‌است. بخش تنکاسی ۲٬۹۱۶٫۱۳ کیلومتر مربع مساحت و ۱٬۴۰۷٬۶۲۷ نفر جمعیت دارد.